# Harri Edvin Larva
Harri Edvin Larva (Turku, 9 de setembre, 1906 - 11 de novembre, 1980), nascut Harry Edvin Lagerström, fou un atleta finlandès que participà en proves de mig fons.
Fou forçat a canviar el seu nom de Lagerström a Larva l'any 1928, pel president de la Unió Atlètica Finlandesa, Urho Kaleva Kekkonen, argumentant que el seu nom no sonava finlandès.
Larva fou campió dels 800 metres de 1928 a 1930 i el 1934, i només bronze el 1927 en 1.500 metres al campionat de Finlàndia. El seu major èxit arribà, però, en la prova dels 1.500 metres, on fou campió olímpic a Amsterdam 1928. També competí als Jocs de 1932 on fou desè en aquesta mateixa cursa.

## Millors marques
- 800 metres. 1' 53.7" (1928)
- 1.500 metres. 3' 52.0" (1928)
- Milla. 4' 11.0" (1928)[3]